# Класнич, Иван
Иван Кла́снич (хорв. Ivan Klasnić; род. 29 января 1980[…], Гамбург) — хорватский футболист, нападающий.

## Клубная карьера
Родился в Гамбурге в семье хорватско-боснийских гастарбайтеров. Начинал карьеру в небольших местных клубах, таких как «Унион 03» и «Штеллинген». Первым серьёзным клубом Класнича стал «Санкт-Паули», в котором он стал известен по матчам Второй Бундеслиги. В «Санкт-Паули» Класнич дебютировал в возрасте 18 лет (в 1998 году) и играл в этой команде в течение 4 лет. Наивысшим достижением стал выход «Санкт-Паули» в Бундеслигу в сезоне 2000/01.
После блестящего сезона в «Санкт-Паули» Класничем заинтересовались несколько клубов Бундеслиги. Наиболее конкретным стало предложение бременского «Вердера», и летом 2001 года Класнич на правах свободного агента перешёл в этот клуб. В первые два сезона в «Вердере» Класнич находился в запасе, подменяя на поле таких игроков, как Аилтон, Нельсон Вальдес или Ангелос Харистеас. В этот же период он перенёс две серьёзные травмы колена. Лишь в сезоне 2003/04 Класнич начал играть на уровне своих возможностей и наряду с Аилтоном был одним из лучших игроков коллектива, который выиграл чемпионат и Кубок Германии. Класнич с 13 мячами был после Аилтона лучшим бомбардиром команды, также сделав 11 голевых передач. После сезона он продлил свой контракт с «Вердером».
С сезона 2004/05 его партнёром в атаке «Вердера» является Мирослав Клозе, рядом с которым Класнич ещё более раскрылся, а вместе они составили самый забивной атакующий дуэт Бундеслиги. Класнич в матчах того чемпионата забил 10 мячей, а в розыгрыше Лиги чемпионов — 5, из которых 3 были забиты в матче с бельгийским «Андерлехтом». Вердер дошёл до 1/8 финала турнира Лиги чемпионов, где уступил «Лиону». В сезоне 2005/06 пара этих форвардов привела «Вердер» к вице-чемпионству Германии. «Вердер» в 34 матчах всего забил 79 мячей, из которых больше половины (40 голов) были забиты Класничем (15 голов) и Клозе (25 голов, лучший бомбардир Бундеслиги).
В сезоне 2006/07 у Ивана начались проблемы со здоровьем. В феврале 2007 года он перенёс операцию по пересадке почки, которая не увенчалась успехом, организм отторг почку его матери. Со второй попытки, в марте 2007 года, пересадка почки удалась, на этот раз донором выступил отец Класнича. После шести месяцев лечения, в сентябре 2007 года врачи разрешили ему тренироваться в полную силу. Полностью восстановиться Класнич смог к ноябрю 2007 года, когда он после почти годичного перерыва снова вышел на поле в основном составе.
8 июля 2008 года Класнич подписал четырёхлетний контракт с французским «Нантом», Иван достался клубу бесплатно, так как «Вердер» не стал продлевать с ним старое соглашение. В последний день летнего трансферного окна 2009 года Класнич отправился в годичную аренду в английский «Болтон Уондерерс».

## Карьера в сборной
В 1998—1999 годах Класнич провёл пять матчей за юношескую (до 19 лет) сборную Хорватии, в которых забил один гол, а весной 2001 года выходил на поле в трёх матчах в составе молодёжной сборной, забил также один гол. Однако, благодаря своему происхождению, Класнич с равным успехом мог сыграть за главную сборную какой-либо другой страны, нежели за хорватскую команду. Место в сборной Германии ему предлагал Руди Фёллер, а в состав сборной Боснии и Герцеговины приглашал Блаж Слишкович. В обоих случаях Класнич ответил отказом и выбрал сборную Хорватии, в которой он дебютировал 18 февраля 2004 года в проигранном со счётом 1:2 матче против Германии.
Первый гол за национальную команду он провёл в товарищеском матче со сборной Македонии 28 апреля 2004 года. Класнич был включён в числе других футболистов в состав сборной на чемпионат Европы 2004 года, однако провёл весь турнир на скамейке запасных. Перед финальным турниром чемпионата мира 2006 года Класнич забил гол сборной Аргентины, хорваты тогда победили со счётом 3:2, а после забил также 2 мяча в ворота сборной Австрии. Первенство мира, однако, прошло для него не так удачно. Класнич принял участие во всех трёх матчах своей сборной, но не смог забить ни разу, а Хорватия не выиграла ни одного матча и не смогла выйти из своей группы. Из-за серьёзных проблем со здоровьем в начале 2007 года Класнич целый год не вызывался в сборную, и лишь 26 марта 2008 года смог снова выйти на поле в её составе. Летом того же года Класнич принял участие в Евро-2008, отметившись двумя голами в двух встречах. Иван стал первым в истории игроком с пересаженной почкой, вышедшим на поле в матче финальной части чемпионата Европы.

## Достижения
Вердер
- Чемпион Германии: 2003/04
- Обладатель Кубка Германии: 2003/04
- Обладатель Кубка немецкой лиги: 2006